# Aubrey Beardsley
Aubrey Vincent Beardsley (Brighton, 1872. augusztus 21. – Menton, 1898. március 16.) angol grafikus, illusztrátor, a szecessziós grafika legnagyobb hatású mestere. Rajzait kidolgozott kompozíció és határozott, letisztult vonalvezetés jellemzi, amelyekből erotikus, kegyetlen és ironikus tartalmak bontakoznak ki.
Ahogy rajongói állítják róla „rajzolás közben írt”.

## Élete
Beardsley Brightonban született, és mint a szecesszió legellentmondásosabb művésze vált ismertté, híressé tették a világát jellemző sötétség és perverzió, valamint groteszk erotika, melyek munkássága utolsó szakaszának fő témái voltak. Előszeretettel nyúlt mitológiai-bibliai és történelmi-misztikus témákhoz.
Képei többsége tussal készült: jellemzőik a nagy fekete területek és a papír űrjének kontraszthatása, az aprólékos, ékszerszerű kidolgozottság, a finomság, a vonalkultúra egyedisége.
Leghíresebb munkái Oscar Wilde Saloméjának illusztrációi és az úgynevezett Yellow Book kiadvány képei.
Készített karikatúrákat is, esetenként politikai tartalommal. Charles Kains Jackson, aki a The Artist and Journal of Home Culture című, elsősorban festőknek szánt folyóirat főszerkesztője volt, szintén közölt tőle illusztrációkat. (A lap arról volt híres, hogy erőteljes homoszexuális propagandát folytatott, a női nem csaknem teljes körű alsóbbrendűségének hangoztatásával.)
Bár Beardsley, ahhoz a homoszexualitásáról is ismert csoporthoz csatlakozott, amely Oscar Wilde-ot és más angol esztétákat is magában foglalt, szexualitása nincs tisztázva hitelt érdemlően. Spekuláció tárgya az is, folytatott-e nővérével, Mabellel vérfertőző viszonyt, vagy sem.
Tuberkulózisban halt meg Franciaországban, Mentonban, mindössze 25 évesen.

## Hatásai
Beardsley egyik képe, Pierrot halála (La mort du Pierrot) inspirálta Ady Endrét Lédával a bálban című versének megírására.

## Képgaléria

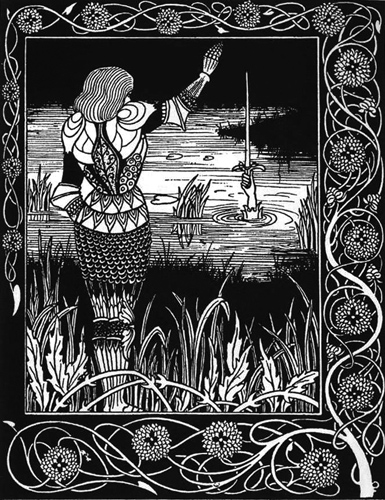
Artúr király halála
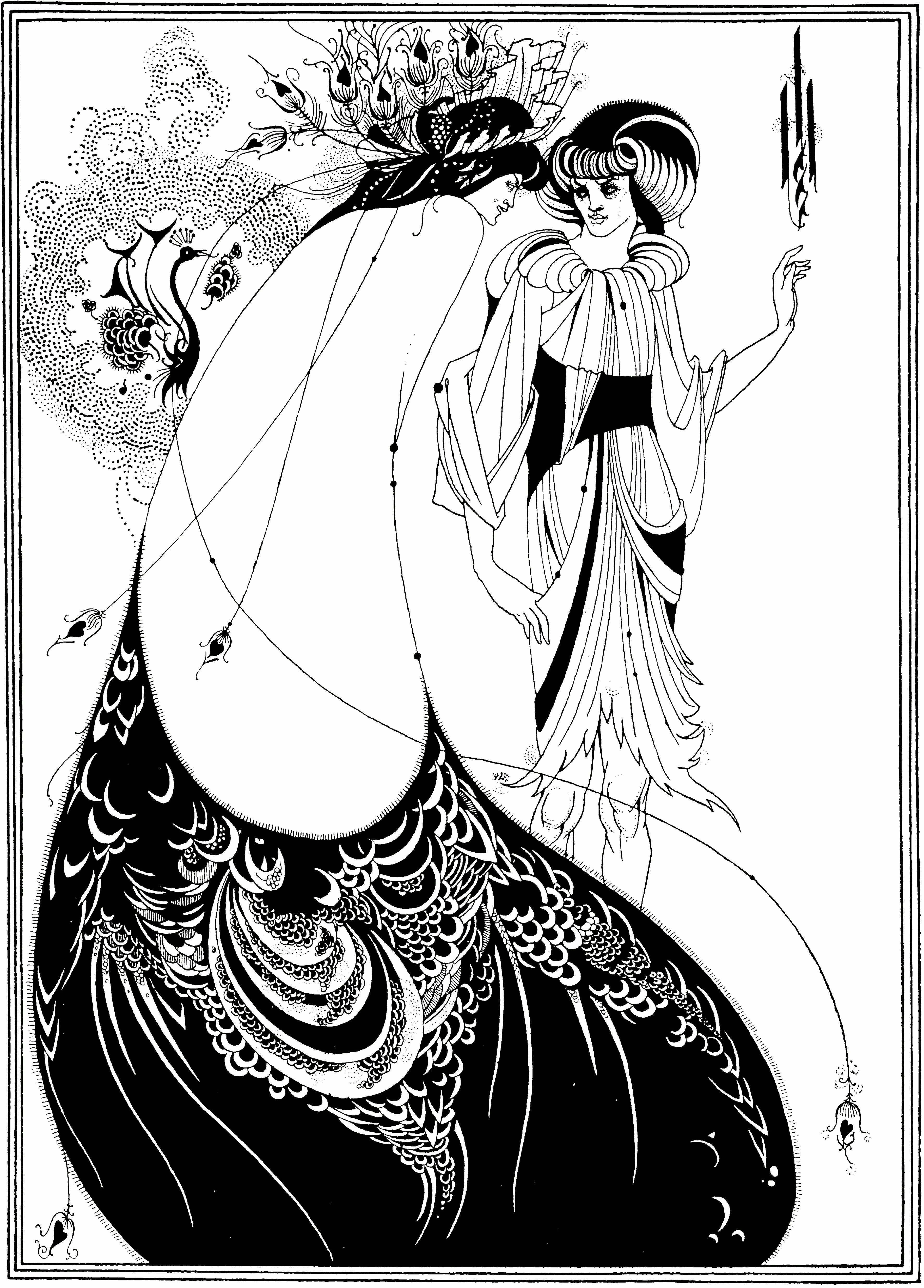
A pávaszoknya 1892
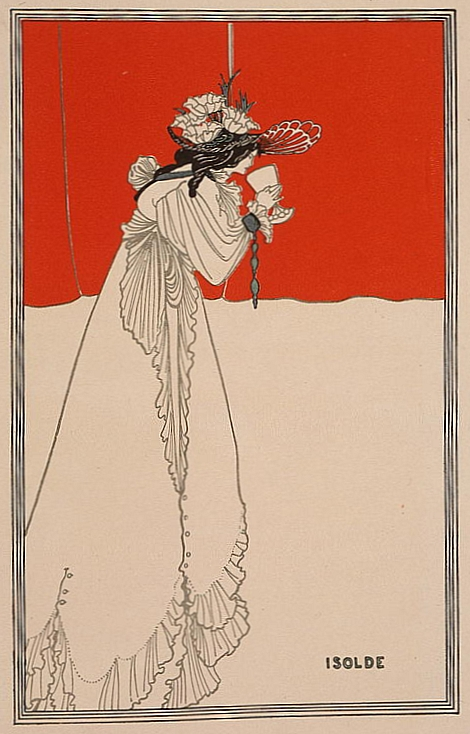
Isolde, 1895 illusztráció a "The Studio" magazinnak

## Bibliográfia
- Eisler Mihály József: Aubrey Beardsley művészete és egyénisége; Budapest, 1907
- Aubrey Beardsley (1872–1898) rajzainak lajstroma; bev. Czakó Elemér; Franklin Ny., Budapest, 1907
- Aubrey Beardsley, Selected Drawings: (Grove, 1967) ISBN B000CNTRNG
- David Wallechinsky, The People's Almanac III: (Bantam, 1981) ISBN 0-553-01352-1